# ترنيمة آتون العظمى

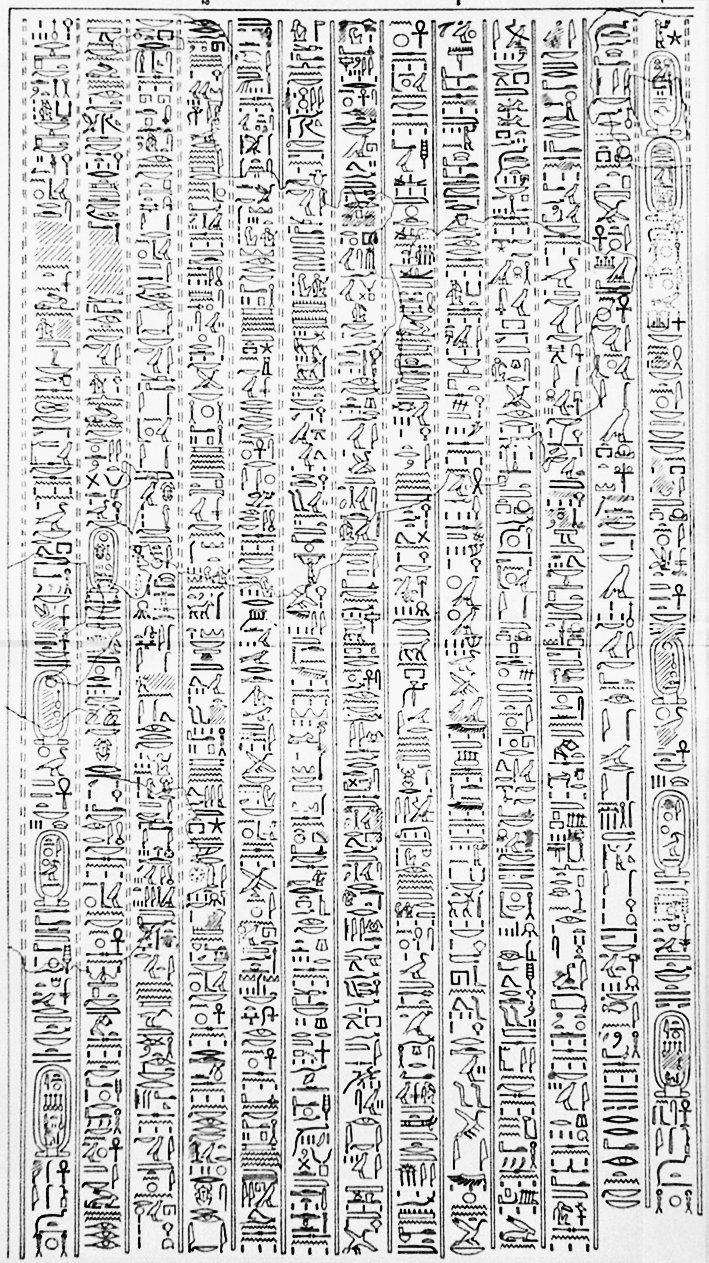
ترنيمة آتون العظمى التي ألفها إخناتون.

 ترنيمة آتون العظمى  هي ترنيمة مصرية قديمة كتبها إخناتون لإله الشمس آتون، الذي حاول تحويل مصر إلى توحيد عبادة الإله آتون. وقد وجدت منه نسخه شبه كاملة، في مقبرة آي الموجودة بمقابر تل العمارنة (أخيتاتون القديمة). الترنيمة تعطي لمحة عن الإنتاج الأدبي لحقبة العمارنة. هناك تشابه ملحوظ بين الترنيمة والمزمور 104 (مزمور النبي داوود)، على الرغم من أنه لا يوجد حاليًا أي ارتباط قائم بينهما.

## مصدرها والعثور عليها
تعود الترنيمة إلى عهد الفرعون إخناتون في مصر نحو 1345 قبل الميلاد.ويعتبر إخناتون هو مؤلفها. والنص مكتوب بالهيروغليفية على أحد الجدران الجانبية في مقبرة «إيي» (المقبرة رقم 25، من المجموعة الجنوبية) في تل العمارنة. كتب النص في 13 عمود رأسي تشغل الحائط اليميني لبهو مدخل القبر.
أصيب النص المكتوب عام 1890 ببعض الفساد، ولكن يوجد منه نص منقول كامل يرجع إلى العالم «أوربان بوريانت» الذي نقله خلال عامي 1883/1884. وبناء على ذلك فقد تم ترجمة نص الترنيمة كاملا.
كذلك يوجد بالإضافة إلى ترنيمة آتون العظمى ما يسميه علماء الأثار «بترنيمة آتون القصيرة» وقد عثر عليها في خمسة قبور في تل العمارنة. ويعد نص الترنيمة القصيرة قصير جدا بالنسبة للترنيمة آتون العظمى. في ثلاثة منها ينطق إخناتون بالكلمات على لسانه، بينما ينطق في الترنيمتين القصيرتين الأخرتين على لسان كهنة آتون بالنيابة عن إخناتون.

## المحتوى العام
يذكر في العمود المكتوب الأول لترنيمة آتون العظمى أسماء الإله آتون والفرعون إخناتون وزوجته الملكة العظيمة نفرتيتي. ويتلو ذلك دعاء: «يقول» (أي يقول إخناتون)، ثم يبدأ نص الترنيمة.
يركز النص على وحدانية إلإله الممثل في قرص الشمس كالإله الخالق المحافظ على العالم وخالق كل مظاهر الحياة على تنوعها. آتون هو «سيد جميع البلدان، يشرق لهم جميعا ويحفظ حياة البلاد الأجنبية أيضا، حيث أنشأ نيلا في السماء ويجعله يهبط على الأرض.» فهو ليس إله على مصر وحدها وإنما إله للناس أجمعين. يذكر النص علاوة على ذلك الخاصية الكونية له كجرم سماوي كما يذكر خصائصه كملك على الناس.

## نص ترنيمة آتون العظمى
هذه ترجمة عن اللغة الألمانية، قامت بها عالمة الآثار «كريستين المهدي» حيث ترجمت الأصل الهيروغليفي إلى اللغة الألمانية: [*] 

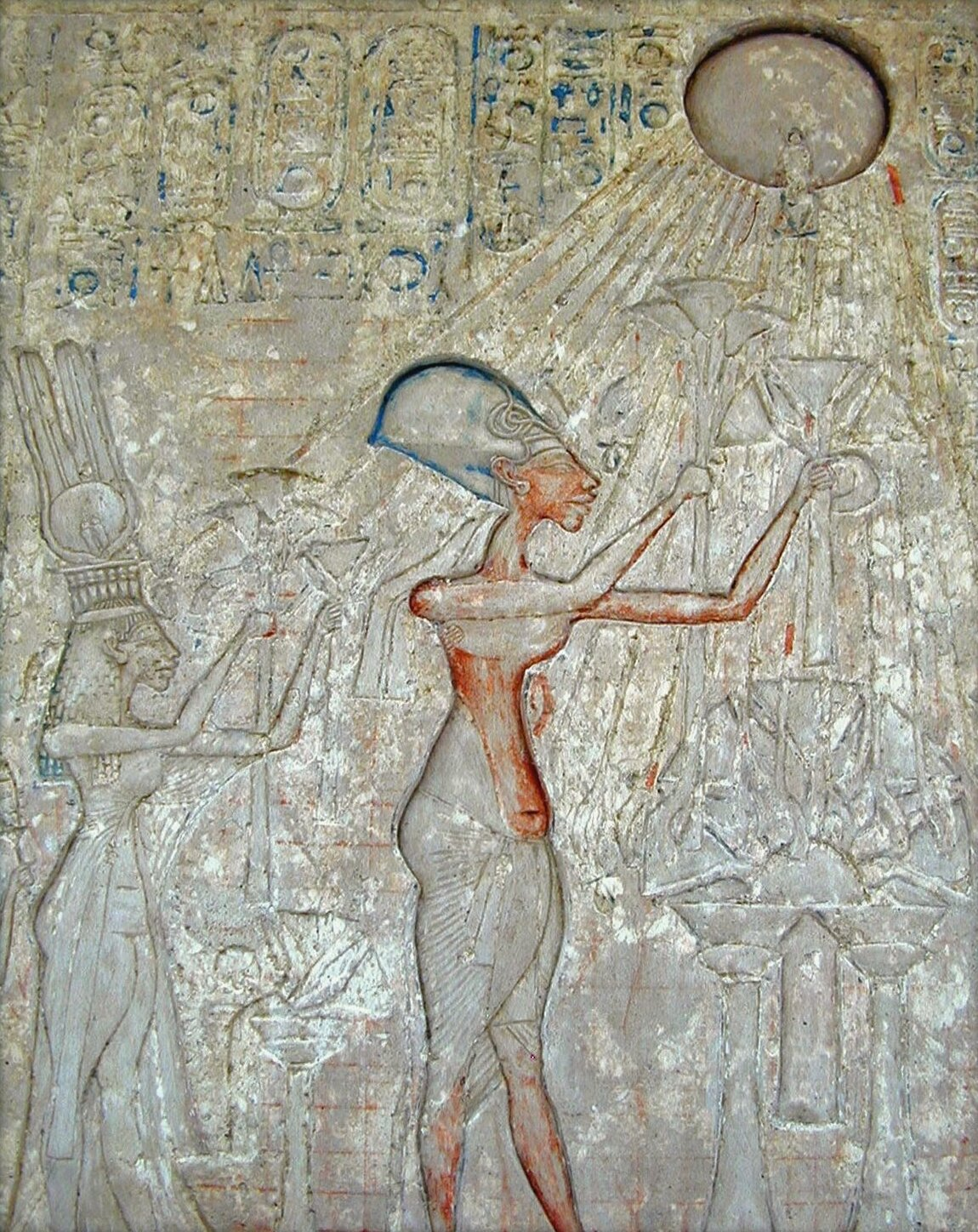
إخناتون وأسرته يصلون لآتون (الشمس) ويقدمون إليه القرابين.

"تظهر في أفق السماء أيها الشمس الحية، الذي يقدر الحياة، 

تشرق في الأفق الشرقي في الصباح وتملأ كل البلاد بجمالك، 

أنت جميل وعظيم ومشرق الآن فوق جميع البلدان، 

وأشعتك تملك كل البلاد حتى آخر كل ما خلقت.

أنت رع عندما تصل إلى حدودهم وتجعلهم يركعون لإبنك المحبوب.
أنت بعيد ولكن أشعتك تصل إلى الأرض، وإنك في وجوههم، ولكن مسارك مجهول.

عندما تغرب تحت الأفق الغربي يبقى العالم في ظلام، في حالة كالموت،

النائمون في بيوتهم يكسون أنفسهم بالغطاء، ولا ترى عين عينا أخرى، 

إذا سرقت أمتعتهم من تحت رؤوسهم، لا يشعرون،

ويخرج كل وحش من مكمنه، والثعابين تعض.

الظلام كالقبر وتبقى الأرض ساكنة، إذ أن خالقهم قد غرب خلف أفقه.

وتشرق في الصباح على الأفق وتضيئ كالشمس أثناء النهار، 

وتخفي الظلام وتنشر أشعتك.

ويظل القطران (الشمالي والجنوبي) محتفلين بالنهار،

ويستيقظ الناس ويقفون على أقدامهم، فقد نصبتهم على أرجلهم، 

أجسامهم نظيفة ويلبسون الملابس، ويرفعون أذرعتهم تقديسا لظهورك، 

وكل البلاد تمارس عملها.
كل الأنعام راضية بأعشابها وأشجارها ونباتاتها الخضراء،

وتنطلق الطيور من أعشاشها، ترفرف أجنحتها تسبح بروحك،

وتقفز كل الوحوش على أرجلها، وكل ما يطير يرفرف، ويحيون عندما تشرق لهم.

وتسير السفن الحاملة شمالا وجنوبا، وكل طريق ينفتح بظهورك، 

وتقفز الأسماك في النهر أمام وجهك، وتملأ أشعتك قلب البحار.
أنت الذي ينبت البويضات في النساء، وتجعل من «الماء» أناسا.

وتبقي على حياة الطفل في بطن أمه وتهدئه فلا يسقط له دموع.

إنك المربية في بطن الأم.

وتعطي النفس لكي تحيا جميع المخلوقات.

وعندما يولد (الطفل) من بطن أمه، فلكي يتنفس وقت ولادته، فإنك تفتح له فمه كاملا وتعطيه احتياجاته.

وتكلم الكتكوت في بيضته الذي يتكلم من قشرته، تعطيه الهواء فيها لكي يعيش. 

وتقدر له الوقت، ثم تكسر القشرة ويخرج منها، 

ويخرج من البيضة ينقنق في وقته،

ويجري على رجليه عندما يخرج منها.
كم كثرت أعمالك والخافي منها، 

إنك الإله الواحد، لا مثيل له.

خلقت الأرض برغبتك منفردا، فيها الناس والأنعام وكل الحيوانات،

وبكل ما على الأرض، وما يسير على أرجله وكل ما يطير بجناحيه في السماء.

البلدان الغريبة في سورية والنوبة وكذلك أرض مصر، 
كل تعطيه مكانه وتؤمن احتياجاته،

الكل يحصل على غذائه، وتقدر قدر عمره. 

يتكلمون بألسنة مختلفة، وتختلف ملامحهم، وتختلف ألوانهم، 

فإنك تخلق الشعوب.
خلقت النيل في عالم الخفاء، وتصعده بحسب رغبتك 

وتحفظ حياة الناس ن لأنك أنت خالقهم.
وإنك لهم، ترعاهم أنت أيها الملك على كل البلدان.

تشرق لهم، فأنت شمس اليوم، عظيم في رفعتك،

وتُبقي كل البلدان الغريبة على قيد الحياة.

وخلقت نيلا في السماء لكي يهبط عليهم، يشكل أمواجا على الجبال،

مثل البحر لكي يروون حقولهم، ويحصلون على مايحتاجون.

كم أن تقديرك فعال، أنت ياسيد الأبدية.

نيل السماء تمنحه للشعوب الغريبة، ولكل حيوانات الصحراء، 

التي تجري على أقدام،

ولكن النيل الحقيقي يأتي من عالم الخفاء إلى مصر.
تُرضع أشعتك جميع الحقول، وعندما تشرق 

يحيون ويترعرعون من أجلك.

وخلقت فصول السنة لكي تتطور جميع مخلوقاتك.

في الشتاء يبردون، وفي الصيف يحترون، لكي يشعروا بك.

وجعلت السماء بعيدة المنال، لتعلو فيها وتري كل شيء قمت أنت بخلقه.

إنك فريد عندما تشرق، وفي جميع أشكالك كآتون الحي، 

الذي يظهر ويضيئ، وتبتعد ثم تقترب.

وتخلق ملايين الأشكال منك أنت، 

مدن وقرى وحقول وطرق ونهر.

كل الأعين تنظر إليك عندما تظهر كشمس النهار فوق البلاد.
عندما تغرب لا تصبح عينك هنا، تلك خلقتها أنت من أجل خاطرها،

لكي لا ترى نفسك كالأوحد الذي خلقته، 

تبقى في قلبي، ولا أحد آخر يعرفك إلا إبنك «نفر خبر رع - أوان رع» 

الذي جعلته يعرف جوهرك وقدرتك.

تخلق العالم بإشارة منك مثلما خلقته،

وعندما تشرق يعيشون، وعندما تختفي يموتون.

إنك أنت عمر الحياة، وتعيش الناس منك.

وتستمتع الأعين بجمالك حتى تغرب،

وتـُترك الأشغال عندما تغرب في الغرب.
يا مشرق أنت، قوّي كل الأذرعة للملك.

واعط سرعة لكل قدم.

منذ أن أسست الدنيا، فقد أنشأتها من أجل ابنك،

الذي نشأ من بدنك، ملك القطرين المصريين «نفر خبرو رع - أوان رع - ابن رع»،

الذي يعيش من ماعت، سيد التيجان، إخناتون، كبير في حياته.

والملكة الزوجة العظيمة، التي يحبها، ملك القطرين نفرتيتي.

تبقى حية وشابة دائما وإلى الأبد."

## تشابه مع مزامير العهد القديم
عندما ترجمت ترنيمة إخناتون عن الهيروغليفية أول مرة في عام 1884 اتضح تشابه كبير بينها ومزمور 104 ({B|Ps|104|27-28}) من التوراة، كذلك وجد تشابه مع المزمور 145 ({B|Ps|145|15-16}). ويعتقد بعض الباحثين انه لا توجد صلة مباشرة بن الصيغتين ويعزون ذلك التشابه بأن تلك النصوص كانت متداولة في ذلك العهد في منطقة الشرق الأوسط. ويميل بعض العلماء إلى الاعتقاد بأن تعاليم سيدنا موسى قد تأثرت بتعاليم العمارنة ويعتقدون أن المزمور 104 هو ترجمة مباشرة من نص إخناتون.

حكم الملك النبي داوود حوالي عام 1000 سنة قبل الميلاد، أي أن اخناتون فد عاش قبل داوود بنحو 300 سنة.

## وصلات خارجية
- Der Sonnengesang des Echnaton
- Der große Aton-Hymnus (بالهيروغليفية والألمانية)

## اقرأ أيضا
- تعاليم بتاح حتب
- تعاليم كاي جمني